# No More Drama (canção)
"No More Drama" é uma canção da cantora americana Mary J. Blige, lançada em 2001 para promover seu álbum homónimo, No More Drama. A canção foi lançada como segundo single do álbum nos EUA e como terceiro single do mesmo em alguns países europeus.

## Videoclipe
O videoclipe foi lançado em 2001 e dirigido por Sanji. O clipe tem uma breve participação de Mariah Carey e P. Diddy, que na época os dois estavam vivendo problemas pessoais e profissionais. Os dois artistas aparecem individualmente em televisões empilhadas em uma vitrine de uma loja, de frente para Mary J. Blige, enquanto esta canta.
O vídeo contém imagens de um homem deprimido que está lutando para superar as drogas, interpretado pelo ator David Venafro, um membro de gangue que perde um amigo em um tiroteio e uma mulher que é verbalmente e fisicamente agredida pelo seu parceiro. O videoclipe foi premiado no MTV Video Music Awards na categoria Best R&B video.

## Faixas e formatos
CD single 01
1. "No More Drama" (Radio Edit)
2. "No More Drama" (P. Diddy/Mario Winans Remix LP Version)
3. "No More Drama" (Twin Disco Experience Remix)
4. "No More Drama" (Video)

CD single 02
1. "No More Drama" (Radio Edit)
2. "No More Drama" (All Night Long)
3. "No More Drama" (Album Version)

## Desempenho
| Tabelas musicais (2002)                         | Melhor posição |
| ----------------------------------------------- | -------------- |
| Estados Unidos - Billboard Hot 100              | 15             |
| Estados Unidos - Billboard R&B/Hip-Hop Songs    | 16             |
| Estados Unidos - Hot Dance Club Play            | 1              |
| Reino Unido - UK Singles Chart                  | 9              |
| Irlanda - Irish Singles Chart                   | 24             |
| Austrália - Australian ARIA Singles Chart       | 30             |
| Nova Zelândia - New Zealand RIANZ Singles Chart | 38             |
| Suíça - Swiss Singles Chart                     | 17             |
| França - French Singles Chart                   | 42             |
| Países Baixos - Dutch Singles Chart             | 15             |
| Bélgica - Belgium Flanders Singles Chart        | 36             |
| Suécia - Swedish Singles Chart                  | 29             |
| Alemanha - German Singles Chart                 | 47             |